# Lars-Åke Nilsson
Lars-Åke Nilsson (Stoccolma, 19 maggio 1923 – Stoccolma, 11 aprile 2020) è stato un allenatore di pallacanestro e dirigente sportivo svedese.

## Carriera
Guidò la Svezia a due edizioni dei Campionati europei (1953, 1955).